# Der dunkle Kristall
Der dunkle Kristall (1982) ist ein Fantasy-Spielfilm der Puppenspieler und Muppets-Erfinder Jim Henson und Frank Oz. Es handelt sich dabei um den ersten Live-Action-Spielfilm, in dem ausschließlich Puppen in der Handlung zu sehen sind. Ebenso war es Hensons erster Fantasyfilm. Erstaufführung in Deutschland war der 25. März 1983.

## Handlung

Einer der originalen Skekse, ausgestellt im Center for Puppetry Arts in Atlanta

Der dunkle Kristall handelt davon, wie der männliche Gelfling Jen zusammen mit dem weiblichen Gelfling Kira nach einer langen Wanderung mit Hilfe des dunklen Kristalls die Schreckensherrschaft der Skekse beendet und ihre Welt so in paradiesische Zustände zurückführt.
Der Film spielt in der Welt Thra. Diese wird von einem Dualismus aus den guten, weisen Uru (im englischen Original Mystics) und den gierigen Skeksen geprägt. Die Uru sind weise Zauberer, die kurz vor dem Aussterben stehen. Die Skekse beherrschen seit dem sogenannten Splittern des Kristalls vor 1000 Jahren die Welt.
Eine wichtige Rolle in der Welt spielt eine Prophezeiung, nach der ein Gelfling, ein kleines elfenartiges Wesen, die Herrschaft der Skekse beenden wird. Die Skekse bemühen sich deswegen seit Jahrhunderten darum, die Gelflinge auszurotten.
Jen erhält den Auftrag, den Splitter zum dunklen Kristall zurückzubringen, um so das Gleichgewicht der Welt wiederherzustellen. Auf der Reise durchlebt er zahlreiche Abenteuer und trifft Freunde und Feinde. Am wichtigsten davon ist Kira, die dann mit Jen zusammen weiterzieht. Jen gelingt es während der Großen Konjunktion der drei Sonnen, den fehlenden Splitter des dunklen Kristalls wieder in den großen Kristall einzusetzen. Die Energien des wiedervereinten Kristalls vereinen auch die Uru und die Skekse wieder miteinander. Es zeigte sich, dass beide vor tausend Jahren in der Rasse der Ur-Skekse ein Wesen waren. Die Schreckensherrschaft der Skekse endet somit. Die wiedererstandenen, transzendierten Ur-Skekse heilen Kira, die während des Schlusskampfes tödlich verletzt worden ist, und überlassen den beiden die neu geheilte Welt.
Die letzten Einstellungen des Films zeigen den wiederhergestellten, ursprünglichen Kristalldom in einer paradiesischen Landschaft.

## Die Welt
Thra ist eine Welt, die aus verlassenen Wüsten und idyllischen Landschaften besteht. In ihr finden sich immer wieder Spuren und Monumente aus mythischer Vergangenheit.
Neben Urus, Skeksen und Gelflingen gibt es in der Welt des dunklen Kristalls u. a. die weise, faun-/satyrähnliche Astronomin Aughra und die kinderartigen Podlinge.

## Produktion
Ursprünge der Welt des dunklen Kristalls lassen sich in Jim Hensons Land of Gorch aus den Jahren 1975/1976 finden. Es handelte sich dabei um einen experimentellen Abschnitt in der Show Saturday Night Live, der in einer Vulkanlandschaft spielte, die mit historischen Artefakten übersät war. Direkt an dem Film arbeitete Henson insgesamt über fünf Jahre.
Der Künstler Brian Froud schuf die gesamte künstlerische Gestaltung zu dem Film und zeichnete auch das Filmplakat und das Schallplattencover. Henson entdeckte Froud durch seinen Drehbuchschreiber Jerry Juhl, der 1977 das Buch The Land of Froud auf einem Bücherflohmarkt in San Francisco gefunden hatte. Bei der Entstehung des Dunklen Kristalls folgte zeitlich die Entwicklung der Story und der Charaktere dem Entwurf der Welt.
Jim Henson und Frank Oz führten Regie und einige der Puppen und sprachen auch einige Rollen. Bei dem Film handelte es sich um das bis dahin technisch aufwendigste Projekt von Henson. Neben den bisher von ihm eingesetzten Hand-, Stab- und Ganzkörperpuppen verwendete er auch umfangreiche animatronische Verfahren für Puppenbau und -führung. Die Puppen selbst bestehen aus einem neuartigen Latexschaum, der leichtere Bewegung und vielfältigere Gesichtsausdrücke erlaubt als die vorher verwendeten Materialien. Die kleineren Puppen (Gelflinge, Podlinge u. a.) wurden teilweise mit der Hand geführt. Es wurden jedoch auch Akteure eingesetzt, die sich in den größeren Puppenkonstruktionen befanden. Die Puppen waren die Vorläufer zu den animatronischen Figuren, die später u. a. in den Teenage Mutant Ninja Turtles oder in der Figur des Yoda in Star Wars zum Einsatz kamen.
Gedreht wurde der Film in den EMI Elstree Studios bei London, die Präproduktion fand vor allem in New York statt.
Die Co-Regie von Oz war die erste Regiearbeit des Puppenspielers. Henson bat ihn um Hilfe bei der Erstellung des Films. Nach eigenen Aussagen wäre Oz sonst nie auf die Idee gekommen, Regie zu führen. Nach der Erfahrung des dunklen Kristalls jedoch drehte er mehrere Spielfilme und arbeitete auch als Regisseur am Theater.

## Fortsetzung
Eine Fortsetzung mit dem Namen Power of the Dark Crystal war geplant. Der Film sollte die Puppentechnik des ersten Teils  mit der aktuellen CGI heutiger Filme verbinden und die Geschichte von Jen und Kira fortführen. Die Produktion wurde 2012 eingestellt.
2017 gab der Streamingsender Netflix bekannt, an einem Prequel mit dem Namen Der dunkle Kristall: Ära des Widerstands zu arbeiten. Die Dreharbeiten begannen im Herbst 2017. Seit dem 30. August 2019 ist die erste Staffel auf Netflix zu sehen.

## Rezeption

### Kritiken
Während der Film über eine wenig originelle Handlung verfügt und auch die Protagonisten oft stereotyp wirken, wirkt der Film vor allem durch die üppig ausgestatteten Landschaften, das Design der Welt und die oft exzentrischen Nebendarsteller.
Das Lexikon des internationalen Films lobte ebenso die üppigen Dekorationen und die Bildkompositionen.

### Auszeichnungen
- 1983: großer Preis des Avoriaz Fantastic Film Festival für Jim Henson und Frank Oz
- 1983: Saturn Award als  Bester Fantasyfilm

## Medien

### Video und DVD
- Der dunkle Kristall (VHS), Columbia Tristar 10146, inkl. 15 min Dokumentation
- Der dunkle Kristall (DVD), EAN 4030521101463, Ländercode 2, FSK 12
- Der Dunkle Kristall (UMD), EAN 4030521703803, FSK 12
- The Dark Crystal (DVD), UPC 043396028494, Ländercode 1
- Der dunkle Kristall (Blu-ray)

### Filmmusik
- Tonträger mit der Filmmusik auf SoundtrackCollector

## Videospiel
- 1986 erschien mit The Dark Crystal von Sierra On-Line ein Adventure für Apple II und Atari 8-Bit